# Partito Socialista di Lettonia
Il Partito Socialista di Lettonia (in lettone Latvijas Sociālistiskā Partija - LSP, in russo Социалистическая партия Латвии?) è un partito politico lettone di orientamento comunista, fondato nel 1994 come prosecutore del Partito Comunista di Lettonia, dissoltosi dopo la caduta dell'Unione Sovietica.
In sede europea ha aderito all'Iniziativa dei Partiti Comunisti e Operai d'Europa.
Dal 1998 al 2003 ha aderito alla coalizione denominata Per i Diritti Umani nella Lettonia Unita, mentre nel 2005 è entrato a far parte del Centro dell'Armonia assieme al Partito dell'Armonia Nazionale.

## Risultati elettorali
| Elezione          | Voti     | %        | Seggi   |
| ----------------- | -------- | -------- | ------- |
| Parlamentari 1995 | 53.325   | 5,6      | 5 / 100 |
| Parlamentari 1998 | 135.700  | 14,20    | 4 / 100 |
| Parlamentari 2002 | 189.088  | 19,09    | 5 / 100 |
| Europee 2004      | 9.480    | 1,66     | 0 / 9   |
| Parlamentari 2006 | 130.887  | 14,42    | 4 / 100 |
| Europee 2009      | 154.894  | 19,93    | 1 / 8   |
| Parlamentari 2010 | 251.397  | 26,04    | 4 / 100 |
| Parlamentari 2011 | 259.930  | 28,36    | 3 / 100 |
| Europee 2014      | 6.817    | 1,55     | 0 / 8   |
| Parlamentari 2014 | Nel SDPS | Nel SDPS | 3 / 100 |
| Parlamentari 2018 | Nel SDPS | Nel SDPS | 1 / 100 |
| 1. 2.             |          |          |         |